# Marcopolo Torino
El Marcopolo Torino es una carrocería de autobuses urbanos producida por el fabricante brasileño de buses Marcopolo desde 1983. Fue lanzado en ese año para sustituir al Veneza II. El primer modelo de Torino se inspiró en el San Remo II.

## Evolución del modelo

### Torino 1983 (G3)
La primera generación del Torino tuvo su prototipo en la fábrica construida en Eliziário en Porto Alegre, 1983, propiedad de Marcopolo. Sin embargo, la producción en serie comenzó en la planta de Caxias do Sul, en el barrio Planalto. El modelo trajo algunas de las líneas del San Remo II. Por lo tanto, la ventana del conductor se consideró pequeña y la identificación de la placa trasera estaba en el parachoques.
Ya en 1984, todavía en su primera generación, el Marcopolo Torino presenta algunos cambios visuales. La placa trasera ya no está en la ventana guardabarros, esta vez se encuentra entre los faroles de la parte posterior. Por ser el heredero del prestigio ganado por su antecesor, ganó también fama como Torino G3.

### Torino 1989 (LN) (G4)
En 1989 se produjo un número menor de unidades de este modelo, ganando el nombre de Torino G4 o serie 1989. Pero en el mismo año, el modelo Torino fue rediseñado, con un nuevo diseño de la ventana del conductor y nuevos faros en parte delantera y trasera, también el panel itinerario superior en donde se ubica el panel de línea y destino fue modificado, dejando como lugar definitivo separado del parabrisas, tal como el boceto original, lo cual no se daba en los modelos "intermunicipales". Dicho modelo fue renombrado como Torino LN (Linha Nova), además este modelo ganó nuevo sistema de apertura de puertas.

### Torino 1994 (GV) o (G5)
En 1994, se puso en marcha el Torino GV (generación cinco) con un nuevo diseño en la parte delantera y trasera, con la opción de luz de freno y el nombre de Marcopolo en bajo relieve. En 1997 se puso en marcha la nueva versión con luz de freno estándar. Ese mismo año Marcopolo desarrollo el Torino LS (Long Size), tamaño especial para la ciudad de Curitiba. No obstante las empresas de otras ciudades como Sao Paulo también lo adquirieron. Tenía altura interior de 2,20 metros (30 cm más alto que los primeros modelos) y la adopción de un techo articulado de fibra de vidrio, que elimina la necesidad de remaches y la reducción de peso del vehículo. En 1998 se puso en marcha el Torino Low-Entry, uno de los primeros autobuses con piso bajo en Brasil. También comenzó su producción en la nueva fábrica de Marcopolo en Argentina, ese año empezaron a circular Torinos GV de piso bajo y semi bajo (nivelado) en Buenos Aires y el resto del país, sin embargo solo la versión de piso nivelado fue producida allí mientras que la versión Low-Entry fue importada de Brasil, también el Torino GV de Argentina tenía ciertas particularidades distintas al modelo producido en Brasil como el diseño de la ventanillas, los faros traseros (los que se produjeron para La Plata), los asientos entre otros detalles.

### Torino 1999 (GV II)
En 1999 se puso en marcha el Torino 1999 o Torino GV II, que recibe nuevo frente, nuevas luces traseras y la versión de bajo ingreso, y gana un "primo", el Ciferal turquesa, debido a la compra de Ciferal por parte de Marcopolo. El Torino LS y el Low Entry también se han rediseñado. Al año siguiente Marcopolo oficializa el modelo en el mercado como Torino G6.

### Torino 2007 (G7)
En 2007, se lanzó una nueva versión del modelo Marcopolo Torino 2007' o Torino GV II U. Estuvo inspirado en el Marcopolo Gran Viale o Viale II y en el Ciferal Citmax, que se encarrozaban en chasis de motor central y delantero. En 2013 obtiene una pequeña actualización con los cambios en el acabado interior. En Mexico es lanzado como Boxer OF en la version de motor delantero y Torino OH para la version de motor trasero durante 2010 y 2019, ambas versiones con un frente y trasera rediseñadas para el mercado mexicano y en chasis Mercedes-Benz

### Torino 2014 (G7 II)
El Torino 2014, también conocido como New Torino o Torino G7 fue introducido por Marcopolo desde finales de 2013. Inspirado en el Viale BRT, fue el cambio más radical de todos los modelos, con las tecnologías más amplios e integrados como timbre inalámbrico y comandos del conductor a partir de una pantalla táctil "Panel 3.5 es también el primer modelo para su uso en linternas led. En 2015 se puso en marcha las versiones de motor trasero, Low Entry (piso bajo) y Torino Express (articulado). Es encarrozado en chasis Mercedes-Benz, Volkswagen, Scania F250HB y Volvo B270F, con motor delantero, así como ahora será con chasis Diesel Nacional respectivamente.
En 2020, Marcopolo volvió a producir el modelo en Argentina, ensamblado en la filial argentina Metalsur con notables diferencias con los modelos brasileros, principalmente en las ventanillas, con diferentes disposiciones y con marcos de aluminio, a diferencia de los brasileros con marcos de goma. En 2022 también comenzaron a producirse con ventanillas selladas. Este modelo argentino se carroza principalmente sobre Mercedes-Benz (O500U, OH1621L-sb, OH1721L-sb, OF1621, OF1721), Agrale (MT17.0LE y MA15.0), Scania (K250UB y K280UB/IB), Volkswagen (18.280 EOT LE) y Volvo (B250R)
Actualmente dirigido por calles Torinos de todas las generaciones, tanto en las capitales y en las ciudades pequeñas. El modelo es una de las más antiguas de la producción en el país y ha sido encarrozado delante, marco trasero y central.